# Battaglia di Umm Diwaykarat
La battaglia di Umm Diwaykarāt (o Umm Dibaykarāt) fu uno scontro militare che contrappose il 24 novembre del 1898 nei pressi del villaggio di Umm Diwaykarāt le residue forze mahdiste sudanesi a quelle del Regno Unito, dopo la vittoria britannica conseguita nella battaglia di Omdurman.
Fuggiti nel meridione sudanese, i Mahdisti - guidati da ʿAbd Allāh al-Taʿāysh, khalīfa (successore) del defunto Mahdi Muhammad Ahmad - tenevano sotto controllo la zona del Darfur, al confine col regno cristiano dell'Etiopia.

## Lo scontro
Nell'ottobre del 1899 il generale britannico Kitchener inviò sul fronte sudanese il generale Wingate, al comando di circa 8 000 soldati. La consegna era quella di distruggere definitivamente le forze mahdiste che, pur male equipaggiate, ammontavano comunque a circa 10 000 uomini.
Passando per Kosti, Wingate giunse sul luogo in cui era radunato il contingente mahdista, nei pressi del villaggio di Umm Diwaykarat (o Dibaykarat) e la battaglia iniziò alle h. 5,00 del mattino e si concluse con una netta vittoria britannica e, grazie all'uso delle mitragliatrici, alla morte di circa 1 000 guerrieri mahdisti. Il resto delle truppe che non era riuscito a fuggire fu preso prigioniero, mentre ʿAbd Allāh al-Taʿāysh cadde sul campo di battaglia.

I morti nelle file britanniche furono solo 3 e i feriti 23.

## Conseguenze
La conquista del Sudan da parte britannica non comportò la restituzione del Paese alla sovranità egiziana, che fu in qualche modo tacitato con l'istituzione del cosiddetto "Condominio anglo-egiziano", terminato solo nel 1955, dopo la caduta della monarchia egiziana e l'istituzione della Repubblica.

Il generale britannico, sir Horatio Kitchener, fu nominato da Londra suo primo Governatore Generale (Sirdar).